# Брыковка (Саратовская область)
Брыковка — село в Духовницком районе Саратовской области, административный центр сельского поселения Брыковское муниципальное образование.
Население — 451 (2010) человек.

## История
В Списке населённых мест Российской империи по сведениям за 1859 год упоминается как казённое село Брыковка, расположенное по левой стороне почтовой дороги из Николаевска в Самару, при реке Стерехе, на расстоянии 77 вёрст от уездного города. Село относилось к Николаевскому уезду Самарской губернии. В населённом пункте проживало 789 мужчин и 954 женщины. В селе имелась православная церковь, деревянная с колокольней, во Имя Святых бессребренников и Чудотворцев Космы и Дамиана, построена в 1836 г. 
После крестьянской реформы Брыковка стала волостным селом Григорьевской волости. Согласно населённых мест Самарской губернии по сведениям за 1889 год в селе насчитывался 450 дворов, проживали 2597 жителей, русские и мордва православного и раскольнического вероисповедания. Земельный надел составлял 7198 десятин удобной и 128 десятин неудобной земли, имелись церковь, земская школа, волостное правление, проводились 3 ярмарки, работали 13 ветряных мельниц, по понедельникам — базар. Согласно переписи 1897 года в селе проживали 2990 жителей, из них православных — 2698.
Согласно Списку населённых мест Самарской губернии 1910 года в Брыковке проживали 1703 мужчины и 1768 женщин, в селе имелись церковь, 2-классная министерская и церковно-приходская школы, волостное правление, 3 механические мельницы, квартира урядника, работал фельдшер, проводились 3 ярмарки, по понедельникам — базар.
Историческое прошлое Брыковки  богато. Земля брыковская упоминается уже в V—VII веке до нашей эры. Это было часть государства скифов. Но со временем победу над ними одержал Филипп Македонский, а добили их племена сарматов. То есть войны на этой земле шли постоянно. Кто только здесь не жил! Раскопки доказали, что здесь были и авары, и хазары, и печенеги, и половцы, и Золотая орда. На месте Брыковки стояли мечети, караван-сараи, где отдыхали восточные купцы, чтобы двинуться дальше. Шли столетия. В XVI веке Брыковка вновь воссоединилось с Русским государством. Но это было на бумаге. По-прежнему племена кочевников совершали набеги на русские земли. От Духовницкого и до Пугачева — именно эта сторона подвергалась особенно часто нападениям: захвату в плен людей, продажа их в рабство, увод скота. Поэтому русские долго не решались селиться в этих местах. Но зато лихие люди, русские, скрываясь от крепостного права, бежали от своих бояр и помещиков именно сюда. Кроме того, Пётр I выслал на эти земли более 1,5 тысячи раскольников-староверов. Надо добавить, что по окрестным лесам скрывались разбитые казачьи войска Стеньки Разина. И сегодня с  полной уверенностью можно утверждать, что первыми постоянными жителями села стали разинские казаки. Первоначально село называлось: Михайловка. Почему? Потому, что здесь скрывался и до конца дней своих жил сын Степана Разина Михаил. Но это бы не официальное название как, например, Духовницкое именовали Павловкой, Озерки — Сергеевкой и т.д., первые жители были здесь как квартиранты, не имея ордера на проживания. А в России уже 7 лет продолжалось то, что мы сейчас называем всеобщей переписью населения. Народ боялся непонятного. Тем более царских поъячих (писарей) сопровождал вооруженный отряд стражников. Власть у царских чиновников, куда входили и землемеры, была огромная. Они могли нарезать селу лучших земель и богатых зверями лесов, рыбных рек. Дать благозвучное название. А могли составить на голых землях. Оврагах, к тому же еще присвоить имя вроде Дураковки или Корябовки.  И вот ровно 256 лет тому назад на Брыковские земли вступил вооруженный отряд царских чиновников. И надо было такому случиться, что ночью, перепившись браги, кто-то из воевод решил поймать и отвезти в подарок в Петербург с десятка полтора тарпанов. Это были дикие, очень красивые лошади серебристой масти с черными гривами и хвостами. Их жило вокруг Михайловки, на свободе, великое множество. Но людей случайных они к себе не подпускали. Так вот, этот воевода поднял свой отряд, местных жителей и двое суток ловили тарпанов. Лошади взбесились. Они понимали только ласку, да их никто и  не трогал. А тут вдруг нападение. Одним словом,  царским служивым не удалось поймать ни одного животного. Зато те «отделали» захватчиков от души. Все чиновники были обиты задними ногами тарпанов. Сильный удар был у дикой лошади, да еще взбесившейся.  
На третий  день обозлённые землемеры так сказали местным жителям: «Поскольку здесь у вас нет хороших, уважающих царевых людей лошадей, отныне прозываться вашему селу Брыкунами». Но когда заносили в реестре новое поселение, подпоручик граф Петр Баумгартен, как наиболее грамотный и самый старший, дал более благоразумное название — Брыковка. Кстати, по всей России насчитывается всего одно село с таким названием с ударением на первом слоге. Так родилось село Брыковка. В Главном историческом архиве в Петербурге хранится запись этой истории, как, впрочем, и большинства других. В этот же день дьяки выдали первые листы на проживание в селе Брыковка его жителям. Официально основателями села считаются: Грибановы, Долгушевы, Мальцевы, Наумовы, Кузнецовы, Битяевы, Охлопковы, Аршинкины (т.е. Аршинчиковы), Белоусовы, Кривошеевы. По установленному тогда порядку листы на проживание (т.е. своего рода паспорта) выдавали лишь 10 главам семьи, какое бы большое село ни было. Бумага была дорогая, гербовая — берегли. Остальных вносили в общей список. Тогда окончания у фамилий не писали: например, Грибан, Наум. Полная фамилия считалась привилегией дворяни бояр. На первой переписи женщины в счет не шли. Брыковцев значилось: мещан — 278, крестьян — 465, торговые людишки — 11. Немного об окружающей среде. Предки села жили в настоящей тайге. Здесь водились всё зверье: от медведей до рысей. Раскопки показали, что рыба тоже была первым блюдом на столе. По костям определили, что ели всю речную рыбу. От стерлядки до пескарей. Треть или даже больше было здесь казаков. Они оставались жить после разгрома Степана Разина, Емели Пугачева, много было беглецов с Дона. Почему бежали именно сюда? Запомните: брыковцы ни одного дня не были крепостными или помещичьими людьми. Это были свободные государственные россияне. Сравнивая родословные сел района, можно сделать вывод: Брыковка основана служивыми людьми, казачья слобода, едва ли не в пол – села, поддерживало военный порядок. В селе веками царила дисциплина, уважение к старшим, богобоязнь. Здесь лет 310 назад был староверческий монастырь, потом его разрушили, но раскольники остались. 
Брыковка тогда входила в Симбирскую провинцию Казанской губернии: из них набирались лучшие солдаты. Поэтому им и налоги были поменьше. Вот почему именно Брыковка не поддержала Октябрьскую революцию. Это было эсерское село. А главное эсэр села полковник Яков Мальчиков прямо говорил, что большевики обманули: землю крестьянам не дали, только на бумаге, а эсэры — хоть сейчас. Поэтому десятки лет замалчивалось, что большинство брыковцев не пошло в Красную Армию. Расправа была короткой: большинство казаков, коренных, было уничтожено, а это едва ли не 1200 человек. Но в итоге победила в психологии многовековая привычка к дисциплине, уважения к власти. Но если говорить по существу, то казаков в Брыковке почти не осталось. Они ассимилировались среди местных жителей. Но во время начала любой войны окружной начальник (военком) поднимал списки запаса и брыковцы шли служить в казачьи полки. Именно брыковским казакам принадлежит часть распространения племенного коневодства в районе.  В Брыковке было налажено целое производство: огромный конный завод (это помещение, где содержались только матки), были специалисты по выводу и чистоте пород,  лечебница, ипподромы для коней разных возрастов, жили и иностранные фельдшера и наездники. Специальные луга, поля для посева определенного сорта овса. Каких же лошадей выводили здесь? Прежде всего, орловско-американскую породу, орловских и английских рысаков, частично башкирскую, а для чистоты крови — табун английских скакунов. Почти за 20 лет брыковцы научились выводить и собственные породы. Они сейчас где-то и сохранились, но в гражданскую войну были угнаны, порубаны, селекционная документация уничтожена. Правил всей этой бесценной лошадиной империей вице-губернатор Засядько. Хотя все конезаводы и все коневодства числились за местными купцами, истинным хозяином был царь Николай Федорович. Вот почему так часто к нам приезжал сам губернатор со свитой, бывали и родственники царя. Именно поэтому трижды в год устраивались в Брыковке все волжские  ярмарки, где главным товаром были лошади. Англичане говорили, что мы настолько улучшили породу их лошадей, что их вправе переименовывать в брыковских. Торговля шла на многие миллионы. Табунами закупали особо  орловско-американскую породу голландцы и немцы. А вот канадцы брали исключительно брыковскую породу. Вскоре Засядько завел коневодство в Веденяпинке, Чечеринке, Керпачевке — это будущий совхоз «Духовницкий». Планы были превратить Брыковку  в центр коневодства всего Поволжья. Император одобрял это и выделил средства: ведь много лошадей, сотни ежегодно забирались в армию. Очень жаль, что в огне гражданской войны погибла целая отрасль славящих на всем мире скакунов, а специалистов перестреляли. Это трагедия для села.  
Брыковка на ярмарке славилась и отменным хлебом. Где-то к 1914 году в селе было одних пахотных земель более 12 тысяч гектаров. Также было широко развито тонкорунное овцеводство пополам с владелицей села Левенка княгиней фон Ливен. Народ был трудолюбивый: выращивали и лен, и табак, и коноплю, и подсолнух. 7 мельниц (3 механические) круглосуточно работали, меля зерно половине Самарской губернии. Сливочное масло к душками расходилось по России, так же, как и мед. Был большой постоялый двор с чайными, хлебозапасный магазин с запасом зерна на 4 года. Были свои кузницы, шорные и швейные мастерские, выделка кожи и пошив шуб попах для армии, гончарные мастерские, гвоздодельный цеха и кирпичный завод, начали строить лесопилку. Была больница, а  на 4 тысячи человек – один всего полицейский.   Кто работал – жил хорошо. Но все было в одночасье сметено октябрьским ветром. Взорвали прекрасный храм Косьмы и Димиана, другой — на кладбище — разобрали, уничтожили 4 часовни, 6 молитвенных домов староверов.  Нужно добавить, что село было очень грамотным: земское училище (это нынешняя 9-летка), церковно-приходская школа и две двухклассные отдельно для мальчиков и для девочек. И самое главное, Брыковка единственное село в районе, где не было табака. Так решил народный сход. А власти в округе выше не было. Может, потому и процветали сельское хозяйство и промышленность, что люди тут трудовые, да разумные. Была у них  и внешняя торговля – сами за границу за опытом и за товаром ездили. Но ведь всякую гадость оттуда не везли: ни пепси, ни мафию, ни рэкет, извините, ни проституцию. А оно там уже давно процветало. Боялись Бога, сохраняли совесть, почитали родителей, стариков, а главным богатством был труд. Потому-то и жили не плохо.

## Физико-географическая характеристика
Село находится в Заволжье, на реке Стерехе (левый приток реки Чагра), на высоте около 50 метров над уровнем моря. Почвы - чернозёмы южные.
Село расположено примерно в 26 км по прямой в северо-восточном направлении от районного центра посёлка Духовницкое. По автомобильным дорогам расстояние до районного центра составляет 42 км, до города Балаково - 130 км, до областного центра города Саратов - 300 км, до Самары - 290 км (через Пугачёв).
Часовой пояс
Брыковка, как и вся Саратовская область, находится в часовой зоне МСК+1. Смещение применяемого времени относительно UTC составляет +4:00.

## Население
Динамика численности населения по годам:
| Годы      | 1859 | 1889 | 1897 | 1910 | 2002 |
| --------- | ---- | ---- | ---- | ---- | ---- |
| Население | 1743 | 2597 | 2990 | 3471 | 584  |

| 2002 | 2010 |
| ---- | ---- |
| 584  | ↘451 |

Национальный состав
Согласно результатам переписи 2002 года русские составляли 89 % населения села.

## Известные личности
- Николай Васильевич Грибанов (1925—1944) — младший сержант Рабоче-крестьянской Красной Армии, участник Великой Отечественной войны, Герой Советского Союза (1945).
- Трофим Григорьевич Мячин (1888—1938), священник, священномученик.

## Достопримечательности
Недалеко от села Брыковка располагаются 7 курганов I-II в. н.э.